# Frente Patriótica (Áustria)
A Frente Patriótica (em alemão:  Vaterländische Front, VF) foi a organização política que governou durante o "Austrofascismo". Alegava ser um movimento apartidário e neutro, com o fim de unir todas as pessoas da Áustria, ultrapassando as divisões políticas e sociais. Criada a 20 de Maio de 1933 pelo chanceler social-cristão Engelbert Dollfuss como partido único, de linhas semelhantes ao do fascismo italiano, defendia o nacionalismo austríaco e a separação da Alemanha com o argumento de proteger a identidade católica e medieval da Áustria do que consideravam um estado alemão dominado pelo Protestantismo e por um ethos antiocidental.
A Frente Patriótica, fortemente ligada ao catolicismo clerical da Áustria, absorveu o Partido Social-Cristão de Engelbert Dollfuss, o movimento agrário Landbund e a força paramilitar de extrema-direita Heimwehren, as quais se opunham ao socialismo, ao capitalismo de livre mercado, e democracia liberal. Estabeleceu um regime autoritário e corporativo, o Estado Federal da Áustria, habitualmente conhecido em alemão como Ständestaat ("estado corporativo"). De acordo com a Frente, esta forma de governo e sociedade implementou os ensinamentos sociais da encíclica de 1931, Quadragesimo anno, do Papa Pio XI. A Frente aboliu e perseguiu todos os seus oponentes políticos, incluindo os comunistas, os sociais-democratas — com quem lutaram numa breve guerra civil em Fevereiro de 1934 — e também os nazis austríacos que queriam a união da Áustria com a Alemanha. O chanceler Dollfuss foi assassinado pelos nazis em Julho de 1934. Foi sucedido por Kurt Schuschnigg, que governou até os nazis o forçarem a demitir-se a 11 de Março de 1938. A Áustria foi anexada pela Alemanha Nazi no dia seguinte.
A Frente Patriótica manteve uma organização cultural e recreativa chamada de "Vida Nova" (Neues Leben), semelhante à Força pela Alegria.
O papel da Frente Patriótica tem sido alvo de discussão pelos historiadores austríacos do pós-guerra. Enquanto a ala esquerda a considera ser o expoente máximo da variante austríaca do fascismo católico clerical e a responsável pelo fracasso da democracia na Áustria; os autores conservadores defendem a luta anti-nazi e a independência da Áustria face à Alemanha.